# Wiener Oktoberrevolutionen
Wiener Oktoberrevolution (eller Wiener Oktoberaufstand 1848 (Oktoberopstanden i Wien 1848)) var den sidste reaktion i den østrigske revolution i 1848.
Da kejserlige østrigske tropper d. 6. oktober 1848 blev udsendt fra Wien mod det oprørske Ungarn, forsøgte wienerske arbejdere, studerende og mytteriske tropper, der alle sympatiserede med Ungarn, at forhindre afmarchen. Det endte i gadekampe, hvorunder der selv i Stephansdom blev udgydt blod; krigsminister Grev Baillet von Latour blev lynchet af mængden. Hoffet flygtede med Kejser Ferdinand d. 7. oktober mod Olomouc, Reichstagen blev d. 22. oktober flyttet til Kroměříž.
Med generalerne Alfred, fyrste af Windisch-Graetz og grev Joseph Jelačić von Bužim som anførere påbegyndte det østrigske og kroatiske militær d. 26. oktober beskydningen af Wien og stormede d. 31. oktober Innere Stadt. Forsvarerne blev anført af den polske general Josef Bem.
Wenzel Messenhauser, en betydelig anfører for de oprørske forsamlede, journalisterne Alfred Julius Becher og Hermann Jellinek såvel som de liberales venstrefløj (demokraterne) repræsentant for Frankfurter Nationalversammlung Robert Blum blev henrettet i de følgende dage; omkring 2.000 mennesker faldt under kampene.
Resultatet af Martsrevolutionen gik i store træk tabt, og Østrig gik ind i den såkaldte neoabsolutistiske fase.